# Adolfina Fägerstedt

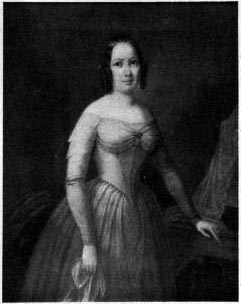
Maria Adolfina Fägerstedt.

Maria Helena Adolfina Fägerstedt, född 31 augusti 1811 i Stockholm, död 7 januari 1902, var en svensk balettdansös. 
Hon blev elev vid Kungliga Baletten 1821, figurant 1827 och var från 1831 till 1844 premiärdansös (ballerina) och var då ansedd som en av dess ledande artister.  På 1830-talet nämndes hon som en av balettens ledande dansöser jämsides med Sophie Daguin, Carolina Granberg och Charlotta Alm.  
Bland hennes roller nämns favoritsultaninnan i pantomimbaletten "Paschan och slafvinnan" av Anders Selinder mot Peter Håkansson, och voltigörens syster i "Hemkomsten" av August Bournonville mot Per Christian Johansson och Sophie Daguin; soloparti i »Alfhild eller Den underbara lyran» av Selinder mot Sophie Daguin, Selinder och Christian Johansson; en av de tre gracerna i "Ett mythologiskt divertissement" av Selinder tillsammans med Carolina Granberg och Charlotta Ek mot Sophie Daguin som Venus, Selinder som Apollo och Charlotta Norberg som Kärleken; ett »Pas de trois» i potpurri, och en Pas de cinq mot den franska gästdansören François Lefèbvre med Daguin, Norberg och Carolina Friebel.
Om Fägerstedt sades det: 
"mamsell Adolfina Fägerstedt, premiärdansös 1831—1844, som hade en mängd beundrare, till och med mycket högt stående och, då hon dog 1902 vid öfver nittio års :ålder, efterlämnade ett särdeles präktigt bo, rikt på gammalt silfver, jämte en magnifik kaffeservis af äkta porslin. Hennes åldriga hushållerska, till hvilken :hon testamenterat alltsammans, dog kort därefter, och hennes 80,000 kronor samt det praktfulla möblemanget skingrades bland Roslagens bondbassar."